# Zeitgeist (Software)
Zeitgeist ist ein Dienstprogramm, welches die Aktivitäten eines Computernutzers und Ereignisse auf einem Computer aufzeichnet. Diese Aktivitäten und Ereignisse können z. B. das Öffnen einer Datei, der Besuch einer Webseite oder auch geführte Unterhaltungen mit Instant-Messaging-Programmen sein. Diese gesammelten Informationen macht Zeitgeist anderen Programmen in Form von Zeitverlaufsangaben und Statistiken verfügbar. Das Dienstprogramm ermöglicht es, Beziehungen zwischen den aufgezeichneten Objekten abzuleiten und Benutzungsmuster mit Hilfe von Computeralgorithmen wie „Winepi“ und „A priori“ zu ermitteln.
Die Zeitgeist-Software ist die hauptsächliche Datenquelle für Programme wie GNOME Activity Journal und Ubuntu Unity, welche sich als Front-Ends zu Zeitgeist gerade zu wichtigen Verwaltungs- und Darstellungswerkzeugen von Aktivitäten in der GNOME-Desktopumgebung entwickeln.

## Funktionen
- Zeitgeist kann im Moment Dateizugriffe, Internetaktivitäten sowie Chat und E-Mail-Unterhaltungen protokollieren.
- Mit Hilfe von Front-Ends kann der Benutzer die aufgezeichneten und ausgewerteten Informationen aus Zeitgeist zum Suchen von Dateien im Zusammenhang und anderen Informationen (E-Mail-Kontakte, Internetadressen etc.) verwenden.
- Zeitgeist erhält seine Daten durch die Kommunikation mit anderen Programmen (z. B. Webbrowser, E-Mail-Client etc.), dafür sind Plugins für diese Programme Voraussetzung.
- Zeitgeist ermöglicht einen generellen Zugriff aller Programme unter Benutzung der DBus API.
- Zeitgeist zeigt auf, welche Objekte der Benutzer am häufigsten verwendet, nicht nur im Allgemeinen, sondern auch mit zeitlichem Bezug wie in „Welche Dateien waren für mich die relevantesten während ich die letzten 4 Monate an Projekt X arbeitete?“.
- Die Verwendung von Algorithmen des maschinellen Lernens ermöglicht Zeitgeist das Aufzeigen von Benutzungsgewohnheiten und Beziehungen zwischen den protokollierten Objekten.
- Über Erweiterungen (englisch extensions) kann die Aufzeichnung von Aktivitäten außerhalb der Bürobenutzung, wie beispielsweise die von geographischen Standortinformationen erfolgen.